# Welcome to the Edge (음반)
《Welcome to the Edge》(웰컴 투 디 엣지)는 빌리 휴스(Billie Hughes, 혹은 Bill Hughes)의 앨범이다. 일본어로 "Todokanu Omoi"가 제목인 타이틀 곡인 "Welcome to the Edge"는 1992년 일본에서 해외차트 1위를 차지할 정도로 히트를 쳤다. 2곡의 제외한 전 앨범 수록곡은 빌리 휴스와 록샌 시먼에 의해 작곡되었고 나머지 2곡은 다른 작곡가들과 함께 공동 작곡되었다. "Welcome to the Edge"는 1991년에 일본의 포니캐년에 의해 발매되었다.
<Welcome to the Edge>에 수록된 "Welcome to the Edge"와 "Dreamlove"는 후지TV에 황금 시간대에 방영하는 드라마에 삽입되었다. "Welcome to the Edge"는 일본에서 120,000장이 넘게 팔렸다.
이 앨범은 워너뮤직 인터네셔널에 의해 대한민국과 다른 동남아 국가들에서 발매되었다.

## 수록곡
| #   | 제목                                                      | 재생 시간 |
| --- | --------------------------------------------------------- | --------- |
| 1.  | 〈Welcome To The Edge〉                                   | 4:32      |
| 2.  | 〈Theme from "The Edge" (Welcome To The Edge)〉           | 0:53      |
| 3.  | 〈Hurricane〉                                             | 5:53      |
| 4.  | 〈Night and Day (Roxanne Seeman and Billie Hughes song)〉 | 5:28      |
| 5.  | 〈I'll See You Again〉                                    | 6:37      |
| 6.  | 〈Two Worlds Apart〉                                      | 5:18      |
| 7.  | 〈One Way〉                                               | 5:21      |
| 8.  | 〈Welcome To The Edge〉                                   | 4:33      |
| 9.  | 〈The Blue Line〉                                         | 4:07      |
| 10. | 〈Dreamlove〉                                             | 6:18      |
| 11. | 〈Wish You Were Around〉                                  | 6:02      |
| 12. | 〈Theme from "The Edge" (Welcome To The Edge〉            | 3:12      |

## 참조
- http://www.noanoamusic.com/billie-index.html
- https://www.imdb.com/name/nm3070930/
- (영어) https://www.allmusic.com/album/r1047098
- http://www.noanoamusic.com/
- http://www.golddisc.jp/award/06/index.html
- http://www.1242.com/yagi/2015-12-19/12:15:00/
- http://www.drillspin.com/person/view/ARDSA0125774
- http://www.drillspin.com/person/view/ARDSAX172613